# Амудия
Амудия или Амудя̀ (Αμμουδιά) е село в историческа Теспротия, на брега на Йонийско море. Разположено е на устието на река Ахерон – известна от древногръцката митология като вход към царството на мъртвите на Хадес, и край на Елада – според Херодот. Херодот описва даже слизането на Орфей оттук в ада, за да чуе Евридика неговото изпълнение посветено на голямата си любов.
Първоначално днешното гръцкото селище носи името Сплаkдза (Σπλάντζα), но през 1928 г. получава сегашното си наименование. До 1938 г. с Парга е съставна част от област Теспротия, но след Втората световна война преминава към ном Превеза.
В северозападната част на плажната ивица на Амудия се намират останките от антична Елея, която била разрушена. Руините са ѝ запазени, като сред артефактите има и рибарски мрежи, глинени съдове и др.
По време на така наречената гръцка война за независимост, Спладза става лобно място на гръцкия войвода Кириакулис Мавромихалис, родом от областта Мани, който акостира в селото начело на 500 четници с намерението да помогне на обсадена Парга и сулиотите, като първата му тактическа цел била да достигне до близкия манастир „Света Елена“, в който да се укрепи. Срещу им излизат над 4000 местни албанци, предвождани от Мустафа бей. В битка призори на 16 юли 1822 г. въстаниците са разбити, а гърците се оттеглят, с което се слага край на сражението, останало в историята като битка за Спладза.
На 12 август 1943 г. селото става жертва на нападение от страна на гръцките националисти от ЕДЕС на Наполеон Зервас. Германците, заменили италианските части тук, принуждават местните гърци да напуснат селото и ги заселват принудително в Парга, оставяйки в селото само колаборациниращите им албанци. През 1948 г., с края на гръцката гражданска война, селото е възстановено като гръцко, а жителите му албански чами – са прогонени в Албания.
Днес жителите на Амудия се препитават главно с туризъм и риболов, а някои от тях се занимават и със земеделие и скотовъдство.